# Punta de n'Amer
La Punta de n'Amer és una península de poca extensió (200ha) que està situada entre les platges de la Coma i Cala Millor, al Llevant de Mallorca. Aquesta petita península forma part d'una àrea ANEI. Administrativament, pertany al municipi de Sant Llorenç del Cardassar.
Antigament era coneguda simplement com a la Punta, topònim que ha donat nom a una gran possessió de la contrada. Posteriorment ha rebut molts d'apel·latius: Punta de na Petra, Punta de na Llaneres, Punta d'en Brotat i, finalment, Punta de n'Amer, pel nom d'un gran propietari de la possessió de la Punta.

## Flora i fauna
Està coberta per una màquia litoral de savina i llentiscle, amb pi blanc. S'hi troba una bona diversitat vegetal, i una important presència de peu de milà. Alguns punts de la costa són coberts per petits dipòsits sorrencs, amb la vegetació dunar corresponent; i a l'interior hi ha pastures i conreus. La fauna de la punta és variada: hi ha aus marines (gavina corsa, corb marí) però també s'observen aus típiques de la màquia i garriga com la cogullada fosca, la tallareta, fringíl·lids i la terrerola vulgar. Cal destacar la presència de la rata cellarda i de l'eriçó africà o clar.